# Kübra Färädzjova
Kübra Jähja qyzy Färädzjova (azerbajdzjanska: Kübra Yəhya qızı Fərəcova; ryska: Кюбра Яхья кызы Фараджева, Kjubra Jachja Kyzy Faradzjeva), född 1907, död 1988, var en sovjetisk-azerbajdzjansk politiker (kommunist), barnläkare och hälsoorganisatör. 
Hon blev 1970 medicine doktor, fick 1971 professors namn och var tidigare deltagare i det stora fosterländska kriget.
Studierna ägnades främst åt barns fysiska utveckling, samt skydd av mödrar och barn. Från 1931 till 1979 verkade hon vid olika tid som organisatör och lärare för Kürdämirs flickskola, var biträdande kommissionär för folkhälsa i Azerbajdzjanska SSR, instruktör i Azerbajdzjans kommunistiska partis centralkommitté samt sekreterare för presidiet för Azerbajdzjans högsta sovjet. Från 4 mars 1947 till 21 september 1950 tjänstgjorde hon som hälsominister i Azerbajdzjanska SSR.
Hon valdes till suppleant för Sovjetunionens högsta sovjets andra kongress, den högsta sovjeten i Azerbajdzjans SSR (2-3:e kongressen). 

### Övriga källor
- Фараджева